# مارجاريت آفري
مارجاريت آفري (بالإنجليزية: Margaret Avery)‏ هي ممثلة أمريكية، ولدت في 20 يناير 1944 في الولايات المتحدة.

## أعمال

### أفلام
- (1973) قوة الماغنوم[4]
- (1985) اللون الأرجواني[5]
- (2008) مرحبا بك في بيتك روسكو جنكينز
- (2018) ماري الفخورة

### مسلسلات
- جاغ

## ترشيحات
- جائزة الأوسكار لأفضل ممثلة مساعدة (1985)
- جائزة الأوسكار لأفضل ممثلة مساعدة، عن عمل: اللون الأرجواني (1985)

## وصلات خارجية
- مارجاريت آفري على موقع IMDb (الإنجليزية)
- مارجاريت آفري على موقع ألو سيني (الفرنسية)
- مارجاريت آفري على موقع تيرنر كلاسيك موفيز (الإنجليزية)
- مارجاريت آفري على موقع أول موفي (الإنجليزية)
- مارجاريت آفري على موقع قاعدة بيانات الأفلام السويدية (السويدية)
- مارجاريت آفري على موقع إن إن دي بي (الإنجليزية)
- مارجاريت آفري على موقع قاعدة بيانات الفيلم (الإنجليزية)
- مارجاريت آفري على موقع كينوبويسك (الروسية)